# Adesio Lombardo Rossi
Adesio Lombardo Rossi   (Montevideo, 2 de febrer de 1925 - Abans de 2004) fou un jugador de bàsquet uruguaià que va competir durant les dècades de 1940 i 1950.
El 1948 va prendre part en els Jocs Olímpics de Londres, on fou cinquè en la competició de bàsquet. Quatre anys més tard, als Jocs de Hèlsinki, guanyà la medalla de bronze en la mateixa competició.
El 1954 fou sisè en el Campionat del món de bàsquet. Va disputar tres edicions del Campionat sud-americà de bàsquet, guanyant el de 1947 i 1949 i sent subcampió el 1945.